# Caso El Bodegón en Guatemala
El Caso El Bodegón es un caso de corrupción descubierto por el Ministerio Público y la Comisión Internacional contra la Impunidad en Guatemala el 27 de septiembre de 2016 y que involucró al exministro de Agricultura, Ganadería y Alimentación, Élmer López, al ex viceministro Fidel Ponce Wohlers y al empresario Nery Dubón Arita, quienes fueron capturados junto a cinco personas más.
De acuerdo a los entes investigadores, la empresa «Empacadora El Bodegón», trasladaba granos básicos —maíz y frijol— y azúcar desde México por pasos ciegos para evitar pagar impuestos; los granos fueron comprados por el MAGA respaldados en el Estado de Calamidad declarado por el gobierno de Otto Pérez Molina para combatir el hambre y la desnutrición en el país; la estructura criminal estaba conformada por al menos diecinueve integrantes que se dedicaban al contrabando de granos básicos que eran enviados a una bodega ubicada en la Ciudad de Guatemala para luego ser distribuidos para programas sociales del Gobierno de Guatemala.
Este caso forma parte de los cinco que reveló Juan Carlos Monzón, exsecretario Privado de la Vicepresidencia, en abril de 2016 ante los fiscales del Ministerio Público e investigadores de la Comisión Contra la Impunidad en Guatemala.

## Caso

### Acusaciones del Ministerio Público
1. A Juan Carlos Monzón se le encomendó el proyecto de contratación de la compra y distribución final.
2. Monzón coordinó con Nery Eberto Dubón Arita, dueño de Empacadora el Bodegón para la compra.
3. El MAGA hizo el contrato por Q492 millones 930 mil, pese a que la empresa no contaba con la experiencia ni con la infraestructura de distribución.
4. No existía un estudio que respaldara la evaluación en para determinar la necesidad de declarar el estado de calamidad pública, según la Contraloría General de Cuentas.
5. No se cumplió con el procedimiento de contratación estipulado en el acuerdo ministerial.
6. Empacadora el Bodegón compró maíz a contrabandistas de Huehuetenango que ingresaron el producto por pasos ciegos desde México para evadir impuestos.
7. Los contrabandistas reciben el apoyo de la asociación civil no lucrativa de transportistas frontera Huehuetenango para aparentar la legalidad del maíz, tras algunos decomisos, usando como respaldo contingentes del grano autorizados por el ministerio de Economía.
8. Se estableció que una parte del parte de maíz y frijol no era para consumo humano ni animal.
9. Los contrabandista tenían un contacto Instituto Nacional de Comercialización Agrícola (INDECA) para obtener la certificación de los granos, pese al mal estado.
10. El frijol y maíz tenía gorgojo y humedad, situación que ponía en riesgo la salud de los consumidores.
11. La empacadora repartió una parte del dinero a 8 empresas, que a su vez lo trasladaron a Transacciones Monetarias Unidas, de Jonathan Chévez, procesado por el caso Cooptación del Estado, en una suma que ascendió a Q18 millones 83 mil, de los que Q9 millones 41 mil fueron para Juan Carlos Monzón.
12. También obtuvieron beneficio el dueño de la empresa por Q11 millones 616 mil, Gustavo Adolfo Orellana Boche, por Q4 millones 636 mil.[2]

### Acusados
| Acusado                        | Delito imputado                                                                            |
| ------------------------------ | ------------------------------------------------------------------------------------------ |
| Elmer Alberto López Rodríguez  | incumplimiento de deberes                                                                  |
| Jonathan Harry Chévez,         | encubrimiento propio                                                                       |
| Daniel Estuardo Calderón Ángel | asociación ilícita y contrabando aduanero                                                  |
| Nery Eberto Dubón Arita        | asociación ilícita, lavado de dinero u otros activos y defraudación tributaria.            |
| Jonhy Homero López Raymundo    | asociación ilícita y contrabando aduanero                                                  |
| Aroldo Felipe López López      | asociación ilícita, contrabando aduanero y envenenamiento de agua o sustancia alimenticia. |
| Santos Toribio Mérida López    | asociación ilícita y contrabando aduanero                                                  |
| Abner Leonel Morales de León   | incumplimiento de deberes, cohecho pasivo y asociación ilícita                             |
| Ana Elizabeth Hernández Castro | testaferrato                                                                               |
| Rosa María Hernández Castro    | testaferrato                                                                               |
| José Axel Hernández Gómez      | testaferrato                                                                               |

## Historia
El 29 de septiembre de 2016 la Superintendencia de Administración Tributaria intervino a la Importadora, Empacadora y Comercializadora El Bodegón, Sociedad Anónima, ya que la misma era investigada por el Ministerio Público (MP) sobre señalamientos de defraudación fiscal, ya que para reducir costos de operación no exigía facturas por la compras que efectuaba.
El 3 de octubre de 2016 la fiscalía reprodujo ante el tribunal la grabación de lo declarado en anticipo de prueba por el colaborador eficaz Juan Carlos Monzón.  De acuerdo a Monzón, fue la exvicepresidente Roxana Baldetti quien le había confiado sobre una investigación por contrabando que involucraba a dicha empresa; pero al descubrirla, la estructura criminal favoreció al propio Monzón Rojas con comisiones de aproximadamente nueve millones de quetzales a cada uno por la compra directa –es decir, sin facturas– de maíz y frijol a la empacadora por cuatrocientos noventa y dos millones de quetzales y que implicó una defraudación de ochenta y ocho millones al fisco guatemalteco.  Además, en la diligencia se conocieron documentos e informes de auditorías de la Superintendencia de Administración Tributaria y la Contraloría General de Cuentas.
En resumen, Monzón declaró que:
- el gobierno de Otto Pérez Molina adjudicó la distribución de maíz y arroz a «El Bodegón» y que los granos serían entregados a los afectados por la prolongada sequía del 2014.
- la exvicepresidente Baldetti le ordenó estar pendiente de la firma del contrato y que ningún funcionario se relacionara con el negocio.
- supo de «El Bodegón», cuando éste le pidió el transporte para del producto a cambio de ganar la adjudicación del negocio.
- Jonathan Harry Chévez —entonces también en prisión preventiva por el Caso Cooptación del Estado— repartió los dieciocho millones de quetzales entre Monzón.[5]

Luego de la declaración de Monzón, se reprodujeron ciento treinta y tres escuchas telefónicas fueron reproducidas por la fiscalía; en esas reproducciones se escuchan las negociaciones en la organización para la compra de frijol, que tenían gorgojos, plagas y estaba húmedo.